# Гусёвское сельское поселение (Волгоградская область)
Гусёвское се́льское поселе́ние — муниципальное образование (сельское поселение) в составе Ольховского района Волгоградской области.
Административный центр — село Гусёвка.
Глава Гусёвского сельского поселения — Иванищенко Александр Зиновьевич.

## История
Гусёвское сельское поселение образовано 24 декабря 2004 года в соответствии с Законом Волгоградской области № 978-ОД.

## Население
| 2010  | 2012  | 2013  | 2014  | 2015  | 2016  | 2017  |
| ----- | ----- | ----- | ----- | ----- | ----- | ----- |
| 1418  | ↗1446 | ↗1447 | ↘1440 | ↗1455 | ↗1510 | ↘1486 |
| 2018  | 2019  | 2020  | 2021  |       |       |       |
| ↘1422 | ↘1401 | ↘1366 | ↘1350 |       |       |       |

## Состав поселения
Входят четыре населённых пункта:
| № | Населённый пункт  | Тип населённого пункта       | Население |
| - | ----------------- | ---------------------------- | --------- |
| 1 | Гусёвка           | село, административный центр | 1262      |
| 2 | Забурунный        | пристанционный посёлок       | 0         |
| 3 | Забурунный        | хутор                        | 156       |
| 4 | Красноиловлинский | железнодорожный разъезд      | 0         |